# 鄭材
鄭材（1553年—？），字思成，號誠軒，直隸保定府安肅縣人，民籍，明朝政治人物。

## 生平
萬曆元年（1573年）癸酉科順天鄉試第九十五名舉人，萬曆二年（1574年）中式甲戌科會試第一百十九名，三甲第一百一十八名進士。歷官山東博平、德平等三知縣，累升戶部郎中，因戶部右侍郎李楨駁奏其所論趙吳婚姻事，語侵其父，憤激爭辯，二十一年（1593年）十二月調任南京，後官山东怀隆兵备参议，因挟恨阻挠原任吏部侍郎赵用贤谥典，被革职为民。

## 家族
曾祖鄭隆，義官；祖父鄭昱，貢士 贈推官；父鄭洛，兵部尚書。母陳氏（封孺人）。具慶下。